# Élections générales néo-brunswickoises de 1974
L'élection générale néo-brunswickoise de 1974, aussi appelée la 48e élection générale, a lieu le 18 novembre 1974 afin d'élire les membres de la 48e législature de l'Assemblée législative du Nouveau-Brunswick, au Canada.
Le Parti progressiste-conservateur remporte une majorité de 33 sièges tandis que l'opposition officielle est formée par le Parti libéral, avec 25 sièges.